# Polvo serán
Pour plus de détails, voir Fiche technique et Distribution.
Polvo serán est un film dramatique et musical espagnol de 2024, réalisé par le cinéaste catalan Carlos Marqués-Marcet.

## Synopsis
Claudia est atteinte d'une maladie incurable. Avec Flavio, son conjoint, elle organise sa fin de vie en Suisse.

## Présentation
Le film, co-écrit par Clara Roquet et Coral Cruz, intègre dans les rôles principaux les comédiens Ángela Molina et Alfredo Castro. 
Le film est présenté en avant-première le 7 septembre 2024, au Festival International de Cinéma de Toronto, au Canada sous le titre They Will Be Dust.
Il sort en Espagne le 15 novembre 2024, distribué par la société Elastica Films.

## Distribution
- Ángela Molina : Claudia
- Alfredo Castro : Flavio

## Distinctions

### Récompenses
- Prix Gaudi 2025 : meilleure musique pour Maria Arnal[4], meilleur film en langue non-catalane, meilleure direction artistique et meilleur montage[5]
- Prix Feroz 2025 : meilleure bande annonce[6]

### Nominations
- Prix Gaudi 2025 : meilleur réalisateur, meilleur scénario original, meilleure actrice pour Ángela Molina, meilleur acteur pour Alfredo Castro, meilleure direction de production, meilleurs costumes, meilleur maquillage, meilleurs effets visuels et meilleur son[7]
- Prix Feroz 2025 : meilleure musique pour Maria Arnal et meilleure affiche[8]
- Goyas 2025 : Alfredo Castro dans la catégorie Prix Goya du meilleur acteur[9].